# Marcusenius ntemensis
Marcusenius ntemensis är en fiskart som först beskrevs av Pellegrin 1927.  Marcusenius ntemensis ingår i släktet Marcusenius och familjen Mormyridae. IUCN kategoriserar arten globalt som sårbar. Inga underarter finns listade i Catalogue of Life.